# Långsjön (Faringe socken, Uppland)
Långsjön är en sjö i Uppsala kommun i Uppland och ingår i Olandsåns huvudavrinningsområde. Sjön är 3,3 meter djup, har en yta på 0,322 kvadratkilometer och befinner sig 23,4 meter över havet. Vid provfiske har bland annat abborre, björkna, braxen och gers fångats i sjön.

## Delavrinningsområde
Långsjön ingår i det delavrinningsområde (665510-162995) som SMHI kallar för Utloppet av Viksjön. Medelhöjden är 22 meter över havet och ytan är 65,78 kvadratkilometer. Det finns inga avrinningsområden uppströms utan avrinningsområdet är högsta punkten. Oraån som avvattnar avrinningsområdet har biflödesordning 2, vilket innebär att vattnet flödar genom totalt 2 vattendrag innan det når havet efter 49 kilometer. Avrinningsområdet består mestadels av skog (60 procent) och jordbruk (28 procent). Avrinningsområdet har 0,69 kvadratkilometer vattenytor vilket ger det en sjöprocent på 1,1 procent.

## Fisk
Vid provfiske har följande fisk fångats i sjön:
- Abborre
- Björkna
- Braxen
- Gärs
- Gädda
- Mört
- Sarv
- Sutare